# Cikedondong
Cikedondong is een bestuurslaag in het regentschap Cilacap van de provincie Midden-Java, Indonesië. Cikedondong telt 2228 inwoners (volkstelling 2010).